# Pro Fide, Lege et Rege

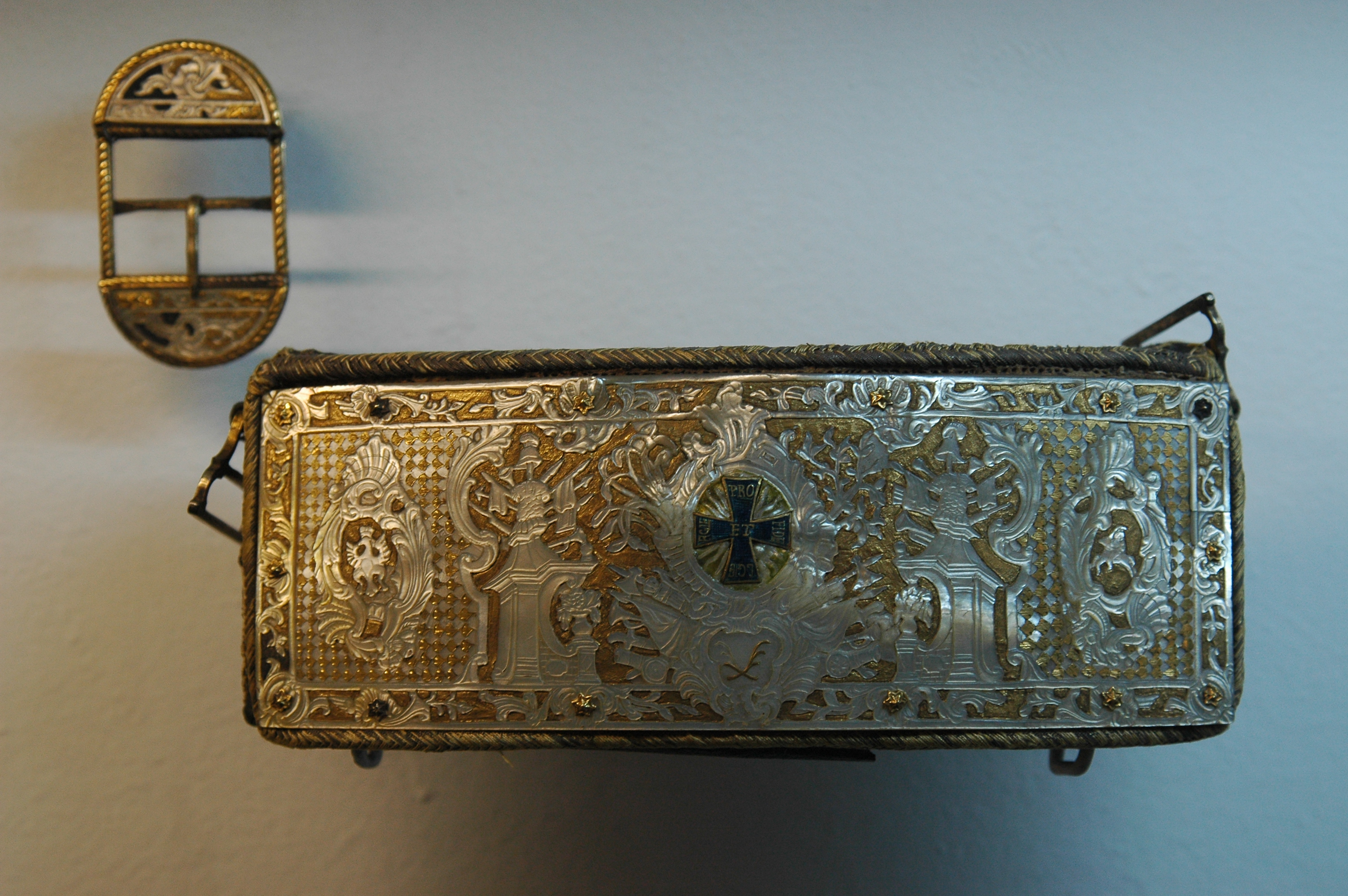
Патронташ польського піхотинця 18-го століття з надписом Pro Fide, Lege et Rege

Pro Fide, Lege et Rege (з лат., дослівно — За Віру, Закон і Короля) — з 18-го століття девіз Речі Посполитої, а пізніше Польщі. Ця фраза замінила попередній девіз Si Deus Nobiscum quis contra nos (лат. - Якщо з нами Бог, то хто ж проти нас) і стала фігурувати як напис на різних будівлях, військових нагородах і амуніції. Pro Fide, Lege et Rege був девізом, написаним на початковому варіанті Ордену Білого Орла (пол. Order Orła Białego) — найстарішої і найвищої нагороди Польщі. На королівському ордені фігурував надпис pro fide lege et grege (лат. - За Віру, Закон і Націю), тоді як на відзнаках кавалерів — pro fide et rege 

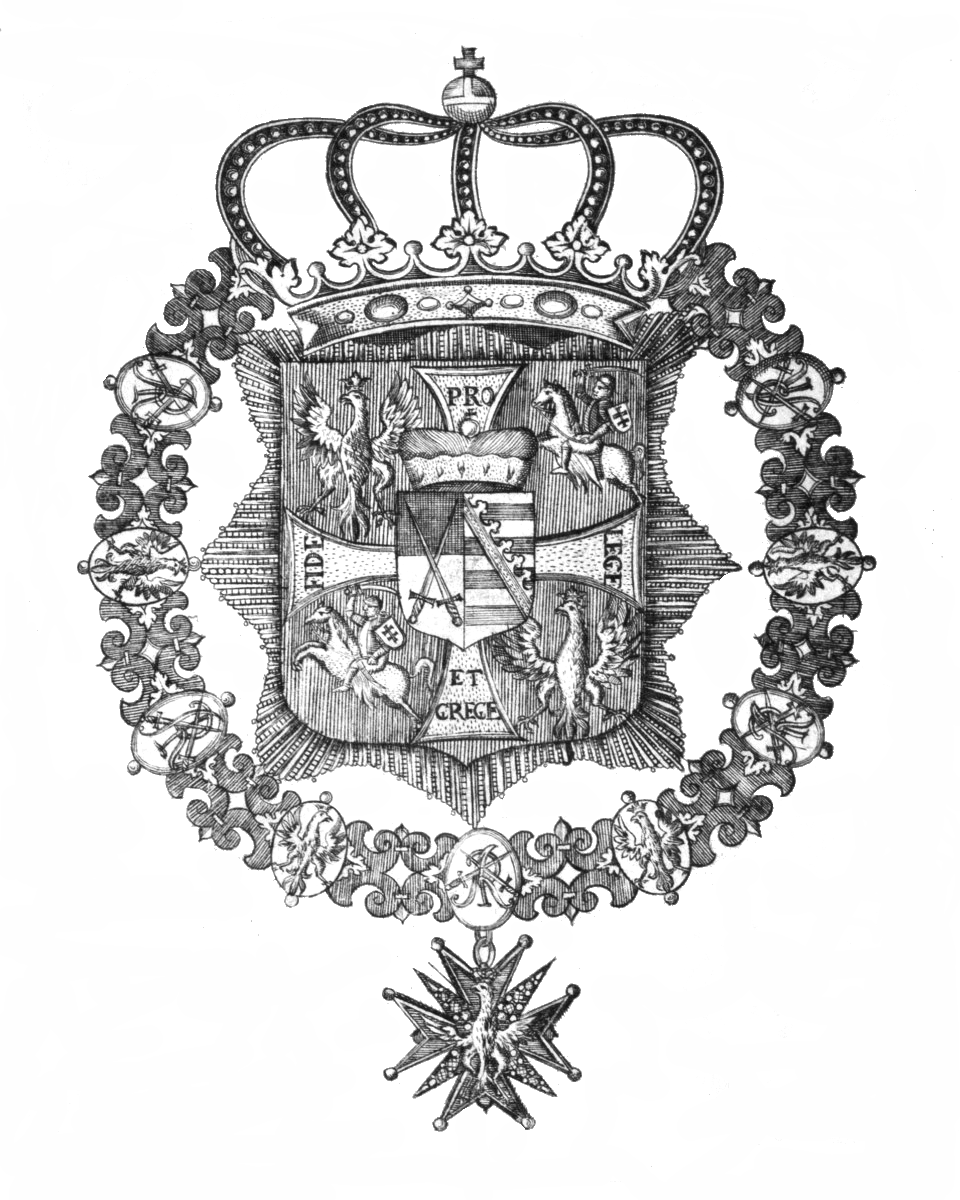
Орден Білого Орла короля Августа II Фрідріха

Сьогодні фраза Pro Fide, Lege et Rege використовується як назва польського щоквартального часопису, який з 1988 року видається Консервативно-монархічним клубом (пол. - Klub Zachowawczo-Monarchistyczny). Часопис займається пропагуванням контрреволюції. Тематика журналу присвячена, головним чином, інтегральному католицизму, політиці, філософії та історії.